# 威爾·史密斯 (投手)
威廉·麥可·史密斯（英語：William Michael Smith，1989年7月10日—），為美國職棒大聯盟的投手，目前為自由球員。他先前曾效力過皇家、釀酒人、巨人、勇士、太空人與遊騎兵等隊。2008年美國職棒大聯盟選秀，天使隊在第7輪選進史密斯。而他在2012年登上大聯盟。

## 職業生涯

### 堪薩斯市皇家
2012年5月22日，史密斯登上大聯盟。該年他先發16場比賽，拿下6勝9敗，防禦率5.32。2013年，他轉任成為牛棚投手，並偶爾擔任代班先發。

### 密爾瓦基釀酒人
2013年12月5日，皇家將史密斯交易到釀酒人，換來青木宣親。2014年，他拿下1勝3敗，防禦率3.70。
2015年5月21日，他因為被主審抓到在比賽中使用非法物質遭到驅逐出場。最後他被禁賽6場比賽。整季他拿下7勝2敗，防禦率2.70。
2016年春訓，史密斯的膝關節韌帶受傷，因此他一直休息到6月初才重返大聯盟。該年他主要擔任布局投手，整季拿下1勝3敗，防禦率3.68。

### 舊金山巨人
2016年8月1日，釀酒人將史密斯交易到巨人，換來Phil Bickford和Andrew Susac。該年他在巨人拿下1勝1敗，防禦率2.95。
2017年3月20日，史密斯被診斷尺骨附屬韌帶有受傷風險。因此他在27日接受手術，整季報銷。隔年他重返巨人，並擔任球隊的布局投手和終結者。該年他拿下2勝3敗，防禦率2.55。
2019年上半季，史密斯23次救援機會全數拿下，因此他順利入選生涯首次明星賽。該年他拿下6勝0敗，防禦率2.76，並拿下34次救援成功。

### 亞特蘭大勇士
2019年11月14日，他和勇士簽下3年合約。2020年7月4日，他被檢測出確診COVID-19。8月6日才回歸大聯盟，整季他拿下2勝2敗，防禦率4.50。
2020年國家聯盟冠軍賽第5戰，大聯盟上演首次同名同姓的投打對決，最終史密斯被道奇隊的威爾·史密斯敲出3分砲。
2021年，史密斯拿下3勝7敗，並帶有37次救援成功。這年他在季後賽一分未失，最終勇士順利拿下世界大賽冠軍。

### 德州遊騎兵
2023年，史密斯與德州遊騎兵簽下一年約。該年史密斯隨隊獲得世界大賽冠軍，成為美國職棒大聯盟首位連續三年在不同球隊效力皆獲得冠軍戒指的球員。

## 外部連結
- 球員資訊和成績在MLB ，ESPN ，Retrosheet ，Baseball Reference ，Baseball Reference (Minors) ，Fangraphs （英文）